# Парсонд
Парсонд бил цар на кадусианците и според Ктесий бил мидянин от персийски произход.

## История
Ернст Херцфелд смята, че името Парсонда е етимологично идентично с името Афрасиаб. Табари в своите произведения споменава производното Афрасиаб / Аспандиат под името на ефталитския цар Ахшунвар или Ахшунваз.